# 武海鹰
武海鹰是一位美国华人雕塑家。

## 生平
出生于四川，毕业于四川美术学院。主要是社会主义写实主义流派。曾经参加六四事件。之后移民美国。获得华盛顿大学艺术专业硕士学位。

## 作品
最知名作品是1998年创作的西雅图殉难消防队员纪念群雕，纪念西雅图大火中牺牲的4名消防队员。